# エバン・イングラム
- エバン・エングラム

エバン・マイケル・イングラム（Evan Michael Engram, 1994年9月2日 - ）は、アメリカ合衆国ジョージア州パウダースプリングス出身のプロアメリカンフットボール選手。NFLのデンバー・ブロンコスに所属している。ポジションはタイトエンド。

## 経歴

### カレッジ
ミシシッピ大学では4年目の2016年シーズンに926レシーブ、8つのレシービングTDを記録してオールSECファーストチームに選出され、コネリー賞を受賞した。
4年間で通算2,320レシーブ獲得ヤード、15のレシービングTDを記録した。

#### 個人成績
| エバン・イングラム | エバン・イングラム | エバン・イングラム | レシーブ | レシーブ | レシーブ | レシーブ |
| Season             | Team               | GP                 | Rec      | Yds      | Avg      | TD       |
| ------------------ | ------------------ | ------------------ | -------- | -------- | -------- | -------- |
| 2013               | オールミス         | 8                  | 21       | 268      | 12.8     | 3        |
| 2014               | オールミス         | 10                 | 38       | 662      | 17.4     | 2        |
| 2015               | オールミス         | 12                 | 38       | 464      | 12.2     | 2        |
| 2016               | オールミス         | 11                 | 65       | 926      | 14.2     | 8        |
| 通算               | 通算               | 41                 | 162      | 2,320    | 14.3     | 15       |

### ニューヨーク・ジャイアンツ
| 身長                        | 体重            | 腕 の 長 さ       | 手 の 大 き さ | 40Yrd ダ ッ シ ュ | 10Yrd ス プ リ ッ ト | 20Yrd ス プ リ ッ ト | 20Yrd シ ャ ト ル | 3 コ 丨 ン ド リ ル | 垂 直 跳 び   | 立 ち 幅 跳 び      | ベ ン チ プ レ ス | ワ ン ダ 丨 リ ッ ク |
| --------------------------- | --------------- | ----------------- | -------------- | ----------------- | -------------------- | -------------------- | ----------------- | ------------------- | ------------- | ------------------- | ----------------- | -------------------- |
| 6 ft 3+3⁄8 in (191 cm)      | 234 lb (106 kg) | 33+1⁄2 in (85 cm) | 10 in (25 cm)  | 4.42 s            | 1.56 s               | 2.57 s               | 4.23 s            | 6.92 s              | 36 in (91 cm) | 10 ft 5 in (3.18 m) | 19 回             | 26                   |
| All value from NFL Combine. |                 |                   |                |                   |                      |                      |                   |                     |               |                     |                   |                      |

2017年のNFLドラフトにて全体23位でニューヨーク・ジャイアンツから指名され、その後4年総額1,071万ドルのルーキー契約を結んだ。
2017年シーズンは722レシーブ獲得ヤード、5つのレシービングTDを記録した。
2018年シーズンは内側側副靱帯損傷などに苦しみ11試合の出場に留まった中で、577レシーブ獲得ヤード、3つのレシービングTDを記録した。

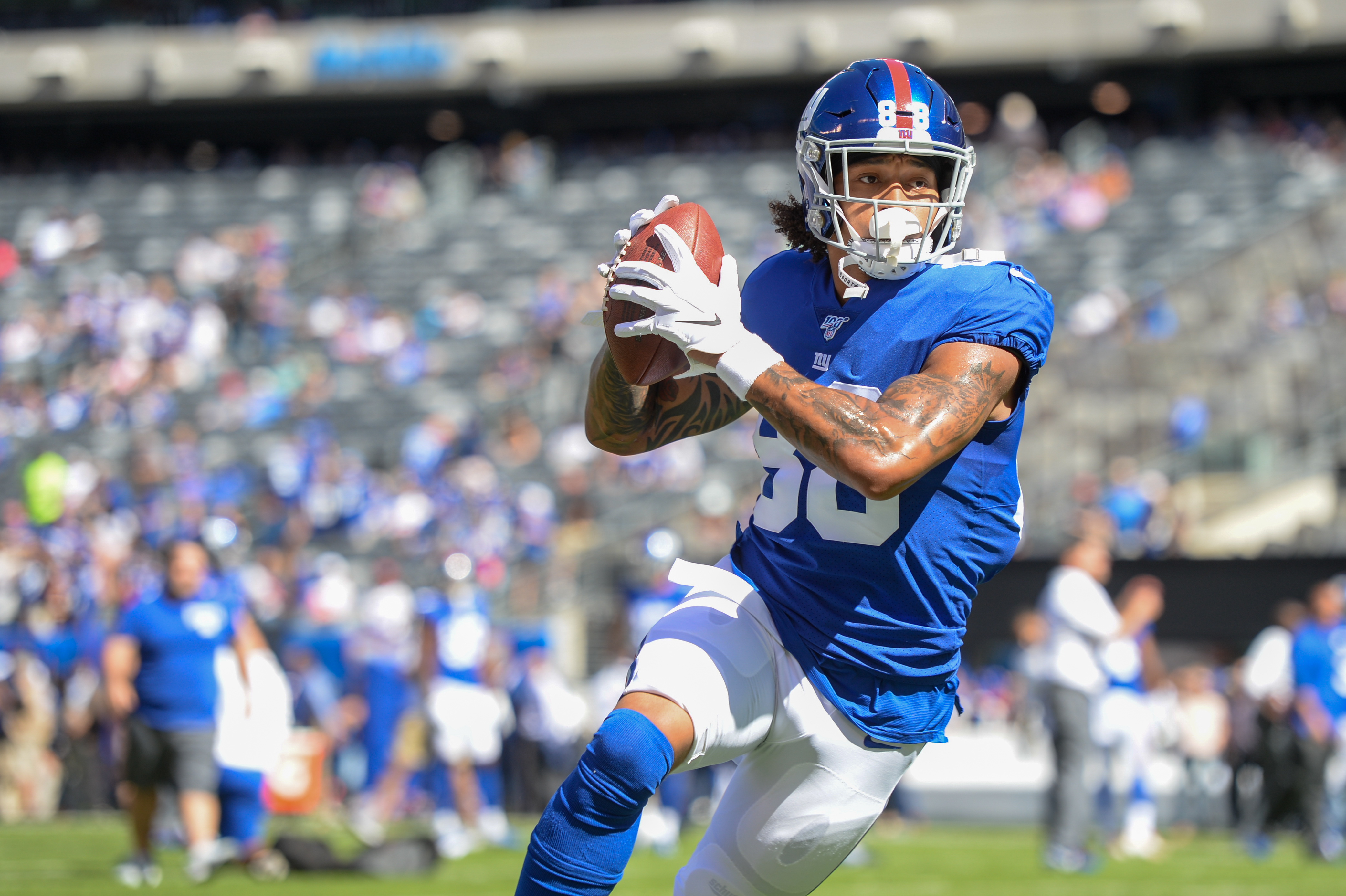
ニューヨーク・ジャイアンツでのイングラム
(2019年)

2019年シーズン、第1週のダラス・カウボーイズ戦で116レシーブ獲得ヤードを記録。1試合で100以上のレシーブ獲得ヤードを記録したのはキャリア初だった。このシーズンは怪我に苦しみ8試合の出場に留まった。
2020年シーズン開幕前に、ジャイアンツから5年目の契約オプションを行使された。開幕後、第7週の戦で試合終了間際にダニエル・ジョーンズからのパスを捕球できずにドロップ。そのままターンオーバーとなって逆転のタッチダウンを許し、チームは試合に敗れた。シーズン全体では654レシーブ獲得ヤード、1つのレシービングTDを記録し、自身初となるプロボウルに選出されたが、パスを捕球できずにドロップし、そのまま失点に繋がってしまう場面が多かった。
2021年シーズンは408レシーブ獲得ヤード、3つのレシービングTDを記録したが、前年と同様ドロップが多く、シーズン終盤からはレシーバーとしての起用が減り、ブロッキングが主な役割となった。

### ジャクソンビル・ジャガーズ
2022年3月16日にジャクソンビル・ジャガーズと900万ドルの単年契約を結んだ。
2022年シーズン、第14週のテネシー・タイタンズ戦でキャリアハイとなる162レシーブ獲得ヤード、1つのレシービングTDを記録した。このシーズンはキャリアハイとなる766レシーブ獲得ヤード、4つのレシービングTDを記録した。プレーオフではワイルドカード・ラウンドのロサンゼルス・チャージャーズ戦で93レシーブ獲得ヤード、1つのレシービングTDを記録し、勝利に貢献した。
2022年シーズン終了後にジャガーズからフランチャイズタグを指定され、その後3年総額4,125万ドルの契約延長に合意した。
2023年シーズンはキャリアハイとなる963レシーブ獲得ヤードを記録し、3年ぶりとなるプロボウルに選出された。
2024年シーズンは第14週のタイタンズ戦で関節唇を負傷して手術を受け、レギュラーシーズンの残りの試合を欠場した。シーズン終了後に自由契約となった。

### デンバー・ブロンコス
2025年3月13日にデンバー・ブロンコスと2年総額2,300万ドルの契約を結んだ。背番号は2021年のルール改定によりタイトエンドも着用可能となった1を選択。NFLでタイトエンドが背番号1を着用するのは1973年以来となった。

## 家族
妹のマッケンジーは元バスケットボール選手で、ジョージア大学でプレーしていた。

## 詳細情報

### 年度別成績

#### レギュラーシーズン
| シーズン | チーム | 試合 | 試合 | レシーブ  | レシーブ | レシーブ | レシーブ | レシーブ | ラン | ラン   | ラン | ラン | ラン | ファンブル  | ファンブル |
| シーズン | チーム | 試合 | 先発 | レシ ーブ | ヤード   | 平均     | 最長     | TD       | 回数 | ヤード | 平均 | 最長 | TD   | ファン ブル | ロスト     |
| -------- | ------ | ---- | ---- | --------- | -------- | -------- | -------- | -------- | ---- | ------ | ---- | ---- | ---- | ----------- | ---------- |
| 2017     | NYG    | 15   | 11   | 64        | 722      | 11.3     | 35       | 6        | 1    | 14     | 14.0 | 14   | 0    | 0           | 0          |
| 2018     | NYG    | 11   | 8    | 45        | 577      | 12.4     | 54       | 3        | 3    | 36     | 12.0 | 14   | 0    | 0           | 0          |
| 2019     | NYG    | 8    | 6    | 44        | 467      | 10.6     | 75       | 3        | 3    | 7      | 2.3  | 5    | 0    | 0           | 0          |
| 2020     | NYG    | 16   | 14   | 63        | 654      | 10.4     | 53       | 1        | 6    | 26     | 4.3  | 9    | 1    | 1           | 1          |
| 2021     | NYG    | 15   | 12   | 46        | 408      | 8.9      | 30       | 3        | 1    | -3     | -3.0 | -3   | 0    | 1           | 1          |
| 2022     | JAX    | 17   | 14   | 73        | 766      | 10.5     | 36       | 4        | 2    | 13     | 6.5  | 13   | 0    | 0           | 0          |
| 2023     | JAX    | 17   | 15   | 114       | 963      | 8.4      | 34       | 4        | 0    | 0      | 0.0  | 0    | 0    | 3           | 2          |
| 2024     | JAX    | 9    | 9    | 47        | 365      | 7.8      | 24       | 1        | 0    | 0      | 0.0  | 0    | 0    | 1           | 1          |
| 通算     | 通算   | 108  | 89   | 496       | 4,922    | 9.9      | 75       | 25       | 16   | 93     | 5.8  | 14   | 1    | 6           | 5          |

- 2024年度シーズン終了時
- 太字は自身最高記録

### ジャイアンツ記録
- ルーキーのタイトエンドによるシーズン最多タッチダウン：6